# Premi Nacional d'Investigació Gregorio Marañón
El Premi Nacional d'Investigació Gregorio Marañón és un premi de medicina convocat pel Ministeri d'Educació i Ciència d'Espanya.
El premi es va instaurar en 2001 i pertany juntament amb altres nou premis als Premis Nacionals d'Investigació. La dotació puja a 100.000 €.
L'objectiu de tots aquests premis és el reconeixement dels mèrits de les científics o investigadors espanyols que realitzen «una gran labor destacada en camps científics de rellevància internacional, i que contribueixin a l'avanç de la ciència, al millor coneixement de l'home i la seva convivència, a la transferència de tecnologia i al progrés de la Humanitat».

## Premiats
| Any  | Investigador                      | Treball |
| ---- | --------------------------------- | --- |
| 2002 | Antonio Fernández de Molina Cañas | el paper de la paret arterial en la regulació neuroquímica de la pressió sanguínia, bases neurofisiològiques de la integració sensorial-afectiva    |
| 2004 | José María Mato de la Paz         | patologia hepàtica, esteatohepatitis no alcohòlica                                                                                                  |
| 2006 | Joan Rodés Teixidor               | contribucions en la pràctica clínica en hepatologia                                                                                                 |
| 2008 | Carlos Belmonte Martínez          | promoció de la recerca científica biomèdica a Espanya i en l'àmbit internacional                                                                    |
| 2010 | Carlos Martínez Alonso            | contribucions al coneixement de la fisiologia del sistema immunitari i de les seves implicacions en la patologia humana i en la medicina reparativa |
| 2014 | Jesús María Prieto Valtueña       | teràpia gènica en malalties hepàtiques i en càncer                                                                                                  |
| 2020 | Elías Campo Güerri                | contribucions pioneres en l'estudi de les neoplàsies limfoides                                                                                      |